# Narcisse Parant
Narcisse Parant (1794-1842) est un magistrat et homme politique français. Député de la Moselle sous la monarchie de Juillet, il fut ministre de l’Instruction publique en 1839.

## Biographie
Fils d'un apothicaire de la Fournirue, Nicolas Parant, et de Marie Peltre, Narcisse Parant naît à Metz, en Moselle, le 5 février 1794. Reçu avocat, Narcisse Parant s’inscrit au barreau de Metz où il plaide avec succès sous la Restauration et affiche des idées libérales. Partisan de la révolution de 1830, il est nommé procureur général à Metz en 1830, puis à Bourges le 17 avril 1831. 
Le 5 juillet 1831, il est élu député du 2e collège de la Moselle (Metz) (216 voix sur 306 votants et 342 inscrits contre 86 au colonel Bouchotte). Il reçoit la Légion d'honneur le 25 janvier 1832. Nommé avocat général à la Cour de cassation le 16 août 1832, il se représente devant ses électeurs qui renouvèlent son mandat le 29 septembre (175 voix sur 270 votants et 344 inscrits contre 89 à M. Poncelet). 
Réélu le 21 juin 1834 (180 voix sur 306 votants et 363 inscrits contre 72 à M. Lallemand), il est nommé sous-secrétaire d'État au ministère de la Justice le 21 mai 1837 dans le deuxième gouvernement Molé, et obtient le renouvellement de son mandat parlementaire le 1er juillet (188 voix sur 260 votants contre 38 à M. Kellermann de Valmy). Il est promu officier de la Légion d'honneur le 6 mai 1838. Il est réélu le 2 mars 1839 (190 voix sur 252 votants et 338 inscrits) et nommé conseiller à la Cour de cassation (12 mars 1839) et, quelques jours plus tard, ministre de l’Instruction publique (31 mars 1839) dans le gouvernement de transition de 1839. Il occupe cette fonction jusqu’au 12 mai 1839, ayant obtenu la veille (11 mai) le renouvellement de son mandat de député (154 voix sur 244 votants).
Narcisse Parant soutint toujours le gouvernement : il vota pour les lois de septembre, de disjonction et de dotation, et combattit les incompatibilités et l’adjonction des capacités.
Narcisse Parant meurt à Paris le 4 mars 1842.

## Œuvres
- Tableau des villes, bourgs, villages de la Moselle, 1825
- Narcisse Parant, Commentaire de la loi du 12 mai 1835 sur les majorats, Paris, Le Normant, 1835, 94 p. (lire en ligne).
- Loi de la presse en 1836, ou législation actuelle sur l’imprimerie et la librairie, 1836

## Mandats électoraux[1]
- 05/07/1831 - 25/05/1834 : Moselle - Majorité gouvernementale
- 21/06/1834 - 03/10/1837 : Moselle - Majorité gouvernementale
- 04/11/1837 - 02/02/1839 : Moselle - Majorité gouvernementale
- 02/03/1839 - 04/03/1842 : Moselle - Majorité gouvernementale

## Distinctions
- Officier de la Légion d'honneur, le 6 mai 1838 (chevalier le 25 janvier 1832)[2].

### Sources
- « Narcisse Parant », dans Adolphe Robert et Gaston Cougny, Dictionnaire des parlementaires français, Edgar Bourloton, 1889-1891 [détail de l’édition]
- Benoît Yvert (dir.), Dictionnaire des ministres de 1789 à 1989, Paris, Perrin, 1990, p. 166